# ثيو كوسترس
ثيو كوسترس ، من مواليد 10 أغسطس 1950 ، لاعب كرة قدم بلجيكي سابق.
لعب مع منتخب بلجيكا لكرة القدم.

## روابط خارجية
- ثيو كوسترس على موقع الاتحاد البلجيكي (الإنجليزية)
- ثيو كوسترس على موقع قاعدة بيانات كرة القدم.إي يو (الإنجليزية)
- ثيو كوسترس على موقع ناشيونال فوتبول تيمز (الإنجليزية)
- ثيو كوسترس على موقع عالم كرة القدم.نت (الإنجليزية)